# Остин, Трэйси
Трэйси Энн Остин Хольт (англ. Tracy Ann Austin Holt, род. 12 декабря 1962 года, Палос-Вердес, Калифорния) — американская теннисистка, бывшая первая ракетка мира. Прежде чем получила серьёзные травмы, помешавшие развитию её карьеры, выиграла Открытый чемпионат США в одиночном разряде в 1979 и 1981 годах, а также Уимблдон в смешанном разряде в 1980 году.
Трэйси родилась в семье, где все братья и сестра уже занимались теннисом. Старшая сестра Пэм (род. 1950) и старшие братья Джефф (род. 1951), Даг и Джон тоже были теннисистами-профессионалами. Трэйси замужем за Скоттом Хольтом, мать троих сыновей.

## Карьера
Трэйси Остин начала играть в теннисном клубе Джека Креймера в Калифорнии в возрасте двух лет. Её первым тренером стал Вик Брейден. Играя среди юниоров, Остин завоевала 21 титул. В 1977 году она стала самой молодой девушкой, которая выиграла профессиональный теннисный турнир, получив первое место на турнире в Портленде (Орегон), когда ей было всего 14 лет и 28 дней. Спустя год она дебютировала на Уимблдоне, где уступила Крис Эверт в третьем круге. Через два месяца на Открытом чемпионате США она дошла до четвертьфинала, в котором проиграла Бетти Стов. Остин стала самой молодой победительницей Чемпионата США в 1979 году, когда ей было 16 лет и 9 месяцев. В финале она играла с Эверт, которая шла к своему пятому титулу подряд на этом турнире. Остин выиграла матч со счетом 6-4, 6-3. Немного раньше она прервала беспроигрышную полосу из 125 матчей Эверт на грунте, победив её в трех сетах в финале чемпионата Италии. Остин достигла полуфинала на Уимблдоне в 1979 году (проиграла Мартине Навратиловой) и в 1980 (проиграла Эвон Гулагонг). В 1981 она снова выиграла Чемпионат США, где в напряженном финале обыграла Навратилову — 1-6, 7-6(4), 7-6(1).
В 1980 году она выиграла Уимблдон в смешанном разряде вместе со своим старшим братом Джоном. В том же году она стала первой ракеткой мира среди женщин, сместив с пьедестала Эверт и Навратилову, а также выиграла два итоговых турнира: в марте — The Avon Championships, где победила Навратилову, и в январе 1981 — The Colgate Series Championships, победив Андреа Джегер.
Остин повторила свой успех на турнире The Toyota Series Championships в декабре 1981 года, на пути к победе обыграв Навратилову и Эверт. В полуфинале она выиграла у Эверт со счетом 6-1, 6-2, и эта победа оказалась её последней победой над её основной конкуренткой.
После недолгого периода головокружительных побед Остин стали преследовать травмы, которые не давали ей играть на прежнем уровне. Последняя её победа состоялась на турнире в Сан-Диего в 1982 году. В конце сезона 1982 года на турнире The Toyota Series Championships она обыграла третью ракетку мира Андреа Джегер, но не смогла повторить успех годичной давности, проиграв Эверт со счетом 0-6 0-6 менее чем за 50 минут. В 1983 году, после того, как ей исполнилось 21, она уже не значилась среди лидеров мирового тенниса.
Об уровне игры Остин на рубеже 1970-х — 1980-х годов свидетельствует тот факт, что с Открытого чемпионата США 1978 года по Открытый чемпионат Франции 1983 года Трэйси приняла участие в 12 из 19 турниров Большого шлема и на каждом из них доходила как минимум до 1/4 финала. На Открытом чемпионате США Остин играла в четвертьфинале все шесть раз в карьере, когда участвовала в турнире (1977—1982).
Она вернулась в 1988 году и сыграла семь парных турниров, а в 1989 — один парный турнир и два одиночных. После дорожного происшествия, случившегося в 1989, ей снова пришлось взять перерыв. В 1993 и 1994 году она снова стала играть, но это не принесло ей успеха. На Открытом чемпионате Австралии 1994 года (Остин сыграла на этом турнире всего второй раз в карьере после 1981 года) выиграла свой первый и единственный с 1983 года матч в одиночной сетке турниров Большого шлема, победив Элну Рейнах из ЮАР (6-1 7-5). Во втором круге в трёх сетах уступила немке Сабине Хак. Последний раз сыграла на турнире Большого шлема на Открытом чемпионате Франции 1994 года, где была разгромлена немкой Маркетой Кохтой (0-6 1-6). Это был единственный случай в карьере Трэйси, когда она проиграла на турнире Большого шлема в первом круге, в остальных 16 случаях она побеждала в первом матче.
В 1992 году в возрасте 29 лет Трэйси стала самой молодой теннисисткой, принятой в Международный зал теннисной славы. После окончания карьеры она часто работала комментатором на NBC и USA Network. Также она работала на Seven Network в 2006 и на Australian Open в 2007. Остин комментирует некоторые трансляции Уимблдона на канале BBC.

## Финалы турниров Большого шлема в одиночном разряде (2)
| Итог   | Год  | Турнир                 | Соперник            | Счёт                  |
| Победа | 1979 | Открытый чемпионат США | Крис Эверт          | 6-4 6-3               |
| Победа | 1981 | Открытый чемпионат США | Мартина Навратилова | 1-6 7-6(7-4) 7-6(7-1) |